# Mirzaganj
Mirzaganj är ett underdistrikt i Bangladesh. Det ligger i den södra delen av landet, 150 km söder om huvudstaden Dhaka.
Trakten runt Mirzaganj består till största delen av jordbruksmark. Runt Mirzaganj är det mycket tätbefolkat, med 1 056 invånare per kvadratkilometer.